# Union Namur
Union Royale Namur is een Belgische voetbalclub uit Namen. De club is bij de KBVB aangesloten met stamnummer 156 en heeft zwart-geel als clubkleuren. De club speelt in de hogere amateurafdelingen.

## Geschiedenis
De geschiedenis van het voetbal in de stad Namen en van de club gaat terug tot het begin van de 20ste eeuw. Vele clubs werden opgericht, maar verdwenen vlug of fusioneerden. De eerste jaren van de eeuw bestond de club Namur Football Club. Namur FC speelde enkele malen in de Tweede of in de Eerste Afdeling als kampioen van de provincie. Rond 1904 ontstond Sporting Club Namurois, in 1907 werd Atheneum Externat Football Club opgericht. Beide clubs zouden enkele jaren later echter stoppen. Rond 1908 werd Union Sportive Namuroise opgericht, dat in 1913 stopte. Dat jaar werd Red Star Namur opgericht. In 1920 fusioneerden Red Star en Excelsior Sporting Club, en ook Union Sportive Jamboise werd in de fusie betrokken. Deze fusieclub Namur Sports zou uiteindelijk stabiel en succesvol worden. De club sloot aan bij de Belgische Voetbalbond, en kreeg enkele jaren later stamnummer 156 toegekend. De club ging in Jambes spelen.
Namur Sports trad aan in de provinciale reeksen. In 1923/24 werd de club kampioen in Tweede Provinciale (toen de naam voor het hoogste provinciale niveau). In 1927 slaagde de club er in te promoveren naar de nationale bevorderingsreeksen, toen de Derde Klasse, maar zakte na een jaartje weer. Op 23 augustus 1931 werd het Stade des Champs-Elysées ingewijd. De club mocht dat jaar opnieuw naar Bevordering.
De club kreeg de koninklijke titel in 1933 en ging Société Royale Namur Sports heten. De club kan zich vlot handhaven in Bevordering en trof er regelmatig stadsgenoot Wallonia Association Namur aan. In 1936 werd Namur Sport tweede met evenveel punten als Royale Union Hutoise. Namur had echter een verliesmatch meer en de promotie was voor Hutoise. Op het eind van de jaren 30 werd het voetbalterrein opnieuw door de Stad Namen opgekocht, om een mogelijke uitbreiding van het St-Camille-ziekenhuis te voorzien. Tijdens de Tweede Wereldoorlog werd de reguliere competitie enkele keren opgeschort. Namur speelde in 1939/40 en 1940/41 in een provinciale competitie. Dat laatste seizoen kon de club zijn matchen niet allemaal afwerken, omdat het terrein bezet was.
In 1941 fusioneerde Namur Sports met stadsgenoot Royal Wallonia Association Namur (stamnummer 173). De fusieclub ging Union Royale Namur heten, en speelde verder met stamnummer 156 van Namur Sports. WA Namur en stamnummer 173 verdween zo, de club zou enkele jaren later echter met stamnummer 3625, bijgenaamd "les Canaris", heropgericht worden. Dat jaar gingen de officiële competities opnieuw op een normale manier door en UR Namur speelde weer verder in Bevordering. Door de Duitse bezetting van het terrein speelde de club op het terrein "Bas-Prés".
In 1943/44 slaagde UR Namur er dan in zijn reeks te winnen met ruime voorsprong en dwong zo een promotie af. Het volgende seizoen werd door de oorlog verstoord, maar vanaf 1945/46 speelde UR Namur dan voor het eerst in de Tweede Klasse. In 1949 kon men nog nipt degradatie vermijden, maar in 1950 werd de ploeg afgetekend laatste en zakte weer. Twee seizoen later werd Union opnieuw kampioen van zijn reeks. Het volgende seizoen, 1952/53, voerde de Voetbalbond echter grote competitiehervormingen door. Er werd een vierde nationaal niveau gecreëerd, dat voortaan het bevorderingsniveau zou zijn, en het aantal reeksen en clubs in Tweede en Derde klassen werd gereduceerd. Door de inkrimping van Tweede Klasse mocht Namur zo ondanks zijn titel niet promoveren.
Namur bleef jaar na jaar bovenaan in zijn reeks eindigen, tot het in 1959/60 er eindelijk in slaagde reekswinnaar te worden. De club promoveerde zo opnieuw naar Tweede Klasse. De ploeg eindigde daar het eerste seizoen bovenaan, maar flirtte daarna telkens met de degradatie. In 1963 eindigde men zelfs op een rechtstreekse degradatieplaats, maar door de degradatie van Waterschei SV Thor wegens competitiefraude, kon UR Namur de degradatie vermijden. In 1967 zakte de club na zeven seizoen uiteindelijk weer naar Derde Klasse. Union bleef proberen terug promotie af te dwingen. Op het eind van 1973/74 kon een groot aantal clubs promoveren in de verschillende hoogste reeksen door een uitbreiding van de Eerste Klasse. UR Namur was derde geëindigd in zijn reeks, en mocht samen met RAA Louviéroise uit de andere reeks in Derde Klasse en met de laatste twee uit Tweede Klasse, K. Sint-Niklase SK en KAA Gent, een eindronde spelen. UR Namur werd echter laatste en miste zo een nieuwe promotie. Union eindigde nog enkele jaren bovenaan, maar zakte uiteindelijk weg.
1977 werd een tragisch jaar voor de club. Op 27 augustus 1977, tijdens een bekerwedstrijd op RSC Anderlecht, stortte speler Michel Soulier ineen en overleed. Als eerbetoon en herinnering werd later dat jaar het stadion van Namur omgedoopt tot "Stade Michel Soulier".
Op sportief gebied kwamen er voor Union mindere jaren aan. In 1980 werd Namur voorlaatste en degradeerde naar Vierde Klasse. De club zakte zelfs even weg naar Provinciale in 1984. Het tijdens de Tweede Wereldoorlog heropgerichte WA Namur speelde in die tijd enige jaren in Derde Klasse en was zo de betere club uit Namen.
UR Namur kon na een seizoen terugkeren naar Bevordering, en in 1989 speelde de club er alweer kampioen. Dat jaar fusioneerde UR Namur met Royale Entente Sportive Jamboise. Deze club met stamnummer 1579 had het seizoen in dezelfde reeks als UR Namur gespeeld. De fusieclub ging RFC Namur heten en speelde verder met stamnummer 156 van Union. Door de titel van UR Namur kon de fusieclub opnieuw van start gaan in Derde Klasse. De doelstellingen waren verdere promotie naar de hogere reeksen, maar RFC Namur kende enkele wisselvallige seizoenen en eindigde in 1996 zelfs als voorlaatste op een degradatieplaats.
Ondertussen was Armand Khaïda voorzitter geworden van de club en onder zijn bestuur keerde men terug naar de geliefde naam Union Royale Namur. De ploeg werd in 1997 afgetekend kampioen, met 19 punten voorsprong op de tweede, en kon zo zijn plaats in Derde Klasse opnieuw innemen. In 1999 kon Namur een plaats in de eindronde afdwingen, maar werd er door KAS Eupen uitgeschakeld en miste zo promotie. De ploeg kon het seizoen erop niet bevestigen, en degradeerde in 2001 opnieuw naar Vierde Klasse. Ook naast het sportieve was het voor de club een zwart seizoen. De club moest het vertrouwde Stade Michel Soulier verlaten. Het stadion moest wijken voor een parking voor het Centre Hospitalier Régional en werd gesloopt. De ploeg werkte daarna zijn matchen af in het hol van de leeuw, namelijk de "Bas-Prés" van de Kanaries van Wallonia.

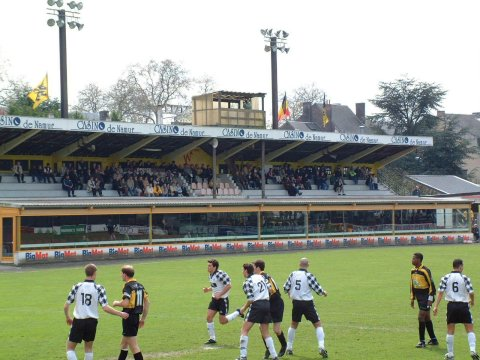
Foto van de zittribune van het 'Stade Michel Soulier' in 2001, tijdens Namurs laatste wedstrijd in het stadion tegen KAS Eupen

URN ging het seizoen 2001/02 in Bevordering van start in het ADEPS-stadion van Jambes, wat de sfeer echter niet ten goede kwam. De ploeg kende een moeilijke start, maar na een trainerswissel en een verhuis naar het omgedoopte "Stade Communal des Bas-Prés" kwam men toch op dreef en eindigde de ploeg nog bovenaan. In mei 2002 fusioneerde de club met Racing Wallonia Saint-Servais. Die club had stamnummer 4516 en was in 1998 gevormd uit een fusie van Union Sportive Namur (stamnummer 4516) en Wallonia Association Namur. Deze club was echter weggezakt naar Tweede Provinciale en in de steek gelaten door het bestuur. De fusieclub tussen UR Namur en Wallonia behield de naam UR Namur en bleef verder spelen met stamnummer 156. Het was zo de tweede keer dat Union Namur de buren Wallonia opslorpte in een fusie.
In 2002/03 kende URN opnieuw een sterk seizoen, werd reekswinnaar en promoveerde zo opnieuw. De resultaten bleven echter wisselvallig in Derde Klasse. In 2004/05 moest UR Namur zelfs een eindronde spelen tegen degradatie, waar men na een nederlaag tegen RACS Couillet op een vierde plaats strandde. Sportief zou dit een degradatie betekenen, maar door de terugplaatsing van K. Patro Maasmechelen van Tweede naar Vierde Klasse kon UR Namur toch zijn plaats in Derde Klasse behouden.

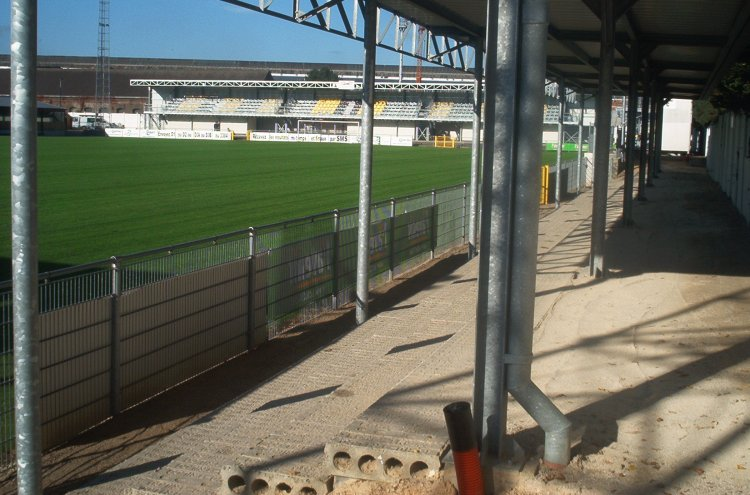
Foto van de zittribune van het 'Stade des Bas-Prés' in 2007

In 2006/07 speelde de club de eindronde voor promotie naar tweede klasse. De club verloor twee maal van Verbroedering Geel in de finale. Echter, Geel kreeg in eerste instantie geen licentie om in tweede klasse te spelen en dus mocht de verliezende finalist promoveren. Maar in beroep kon Geel wel een licentie halen, dit werd onthaald door een klacht van Namen wegens onregelmatigheden in het toekennen van die licentie. Na veel vijven en zessen mochten beide clubs promoveren, tweede klasse bestond in het seizoen 2007/08 dus uitzonderlijk uit negentien clubs. Het was exact 40 jaar geleden dat URN in deze reeks uitkwam.
In 2018 fusioneerde UR Namur met Racing FC Fosses. Deze club had het seizoen in eerste provinciale gespeeld en werd kampioen. De fusieclub ging Union Royale Namur Fosses-La-Ville heten en speelde verder met stamnummer 156 van Union. Door de titel van Fosses kon de fusieclub opnieuw van start gaan in Derde Klasse amateurs.
In 2020 besloot de club om zijn naam te wijzigen naar Union Namur. 
De promotie naar de hoogste amateurklasse volgde in 2023, toen het ook weer ging spelen in het Stade ADEPS de Jambes. Het Stade Communal de Namur werd verbouwd en kreeg een andere bestemming. De promotie kwam er nadat Union Namur als tweede eindigde na RFC Warnant dat echter geen licentie aanvroeg voor Eerste Nationale. In juni 2023 besliste de club om de naam opnieuw te wijzigen in Union Royale Namur. 

## Fans en rivaliteit
Er bestaat een lokale rivaliteit met Union Rochefortoise, een reeksgenoot uit Rochefort, een stad in de provincie Namen.

In december 1972 waren rond de 10.500 supporters aanwezig in het Stade Michel Soulier voor een bekerwedstrijd in de achtste finales tegen Standard de Liège. Namur verloor de wedstrijd met 0-2.

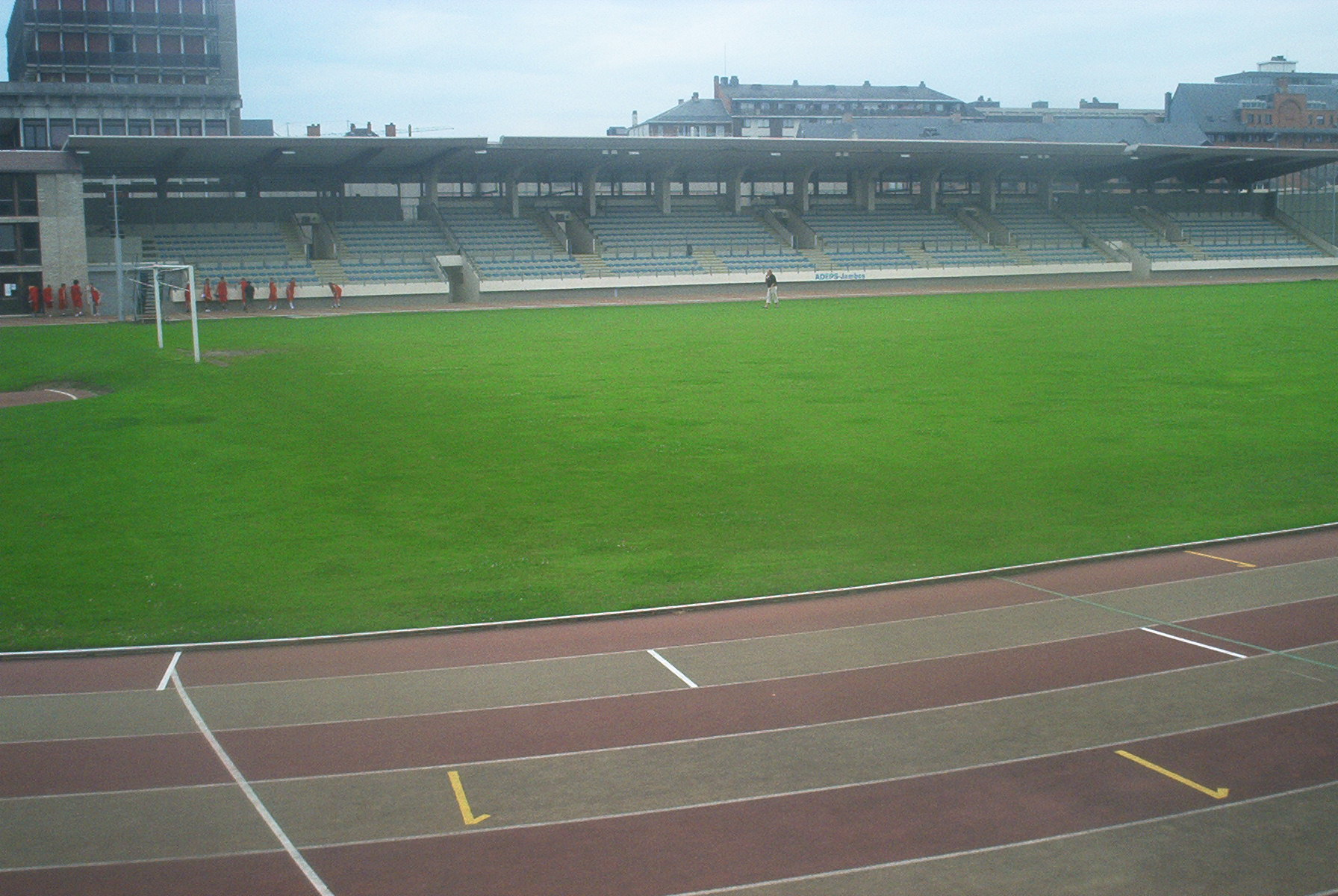
Foto van de zittribune van het 'Stade ADEPS de Jambes' in 2007, het stadion was een korte tijd in 2001, en sinds 2023, de thuishaven Union Namur

## Erelijst
- Derde klasse

Winnaar (3): 1943/44, 1951/52, 1959/60
- Vierde klasse

Winnaar (4): 1988/89, 1996/97, 2002/03, 2018/19

## Resultaten
| Seizoen                         | Klasse | Klasse | Klasse | Klasse | Klasse | Klasse | Reeks                                     | Punten                                    | Opmerkingen |
|                                 | I      | I      | II     | III    | P.I    | P.II   |                                           |                                           | |
| ------------------------------- | ------ | ------ | ------ | ------ | ------ | ------ | ----------------------------------------- | ----------------------------------------- | --- |
| Als Namur Sports                |        |        |        |        |        |        |                                           |                                           | |
| 1927/28                         |        |        |        | 12     |        |        | Bevordering B                             | 16                                        | |
| 1928/29                         |        |        |        |        | ?      |        | Eerste Prov. Nam.                         | ?                                         | |
| 1929/30                         |        |        |        |        | ?      |        | Eerste Prov. Nam.                         | ?                                         | |
| 1930/31                         |        |        |        |        | ?      |        | Eerste Prov. Nam.                         | ?                                         | |
| 1931/32                         |        |        |        | 6      |        |        | Bevordering C                             | 28                                        | |
| 1932/33                         |        |        |        | 3      |        |        | Bevordering C                             | 28                                        | |
| Als Société Royale Namur Sports |        |        |        |        |        |        |                                           |                                           | |
| 1933/34                         |        |        |        | 6      |        |        | Bevordering C                             | 27                                        | |
| 1934/35                         |        |        |        | 2      |        |        | Bevordering C                             | 33                                        | |
| 1935/36                         |        |        |        | 2      |        |        | Bevordering A                             | 38                                        | |
| 1936/37                         |        |        |        | 8      |        |        | Bevordering A                             | 26                                        | |
| 1937/38                         |        |        |        | 8      |        |        | Bevordering C                             | 25                                        | |
| 1938/39                         |        |        |        | 11     |        |        | Bevordering B                             | 24                                        | |
| 1939/40                         |        |        |        |        |        |        |                                           |                                           | Geen competitie door Wereldoorlog II |
| 1940/41                         |        |        |        |        |        |        |                                           |                                           | Geen competitie door Wereldoorlog II |
| Als Union Royale Namur          |        |        |        |        |        |        |                                           |                                           | |
| 1941/42                         |        |        |        | 11     |        |        | Bevordering C                             | 13                                        | |
| 1942/43                         |        |        |        | 5      |        |        | Bevordering B                             | 29                                        | |
| 1943/44                         |        |        |        | 1      |        |        | Bevordering C                             | 49                                        | |
| 1944/45                         |        |        |        |        |        |        |                                           |                                           | Geen competitie door Wereldoorlog II |
| 1945/46                         |        |        | 9      |        |        |        | Eerste Afdeling A                         | 29                                        | |
| 1946/47                         |        |        | 6      |        |        |        | Eerste Afdeling B                         | 33                                        | |
| 1947/48                         |        |        | 7      |        |        |        | Eerste Afdeling A                         | 29                                        | |
| 1948/49                         |        |        | 14     |        |        |        | Eerste Afdeling A                         | 21                                        | |
| 1949/50                         |        |        | 16     |        |        |        | Eerste Afdeling A                         | 7                                         | |
| 1950/51                         |        |        |        | 6      |        |        | Bevordering A                             | 32                                        | |
| 1951/52                         |        |        |        | 1      |        |        | Bevordering A                             | 50                                        | Door de competitiehervorming promoveerden er geen ploegen naar Tweede Klasse                                                                  |
|                                 | I      | I      | II     | III    | IV     | P.I    | Vanaf 1952/53 zijn er 4 nationale niveaus | Vanaf 1952/53 zijn er 4 nationale niveaus | Vanaf 1952/53 zijn er 4 nationale niveaus |
| 1952/53                         |        |        |        | 14     |        |        | Derde Klasse B                            | 25                                        | |
| 1953/54                         |        |        |        | 4      |        |        | Derde Klasse A                            | 37                                        | |
| 1954/55                         |        |        |        | 5      |        |        | Derde Klasse A                            | 34                                        | |
| 1955/56                         |        |        |        | 4      |        |        | Derde Klasse B                            | 35                                        | |
| 1956/57                         |        |        |        | 3      |        |        | Derde Klasse A                            | 37                                        | |
| 1957/58                         |        |        |        | 3      |        |        | Derde Klasse B                            | 36                                        | |
| 1958/59                         |        |        |        | 8      |        |        | Derde Klasse A                            | 31                                        | |
| 1959/60                         |        |        |        | 1      |        |        | Derde Klasse B                            | 43                                        | |
| 1960/61                         |        |        | 5      |        |        |        | Tweede Klasse                             | 35                                        | |
| 1961/62                         |        |        | 12     |        |        |        | Tweede Klasse                             | 26                                        | |
| 1962/63                         |        |        | 12     |        |        |        | Tweede Klasse                             | 26                                        | Namur eindigde voorlaatste maar ontliep degradatie door de verplichte terugzetting van Thor Waterschei naar Derde Klasse door omkoopschandaal |
| 1963/64                         |        |        | 14     |        |        |        | Tweede Klasse                             | 25                                        | |
| 1964/65                         |        |        | 10     |        |        |        | Tweede Klasse                             | 28                                        | |
| 1965/66                         |        |        | 14     |        |        |        | Tweede Klasse                             | 24                                        | |
| 1966/67                         |        |        | 15     |        |        |        | Tweede Klasse                             | 20                                        | |
| 1967/68                         |        |        |        | 7      |        |        | Derde Klasse B                            | 31                                        | |
| 1968/69                         |        |        |        | 3      |        |        | Derde Klasse B                            | 39                                        | |
| 1969/70                         |        |        |        | 3      |        |        | Derde Klasse A                            | 38                                        | |
| 1970/71                         |        |        |        | 7      |        |        | Derde Klasse A                            | 30                                        | |
| 1971/72                         |        |        |        | 7      |        |        | Derde Klasse B                            | 34                                        | |
| 1972/73                         |        |        |        | 9      |        |        | Derde Klasse A                            | 27                                        | |
| 1973/74                         |        |        |        | 3      |        |        | Derde Klasse A                            | 43                                        | Vierde in eindronde om promotie met RAA Louviéroise, Sint-Niklase SK en AA Gent                                                               |
| 1974/75                         |        |        |        | 3      |        |        | Derde Klasse B                            | 43                                        | |
| 1975/76                         |        |        |        | 5      |        |        | Derde Klasse B                            | 35                                        | |
| 1976/77                         |        |        |        | 2      |        |        | Derde Klasse B                            | 38                                        | |
| 1977/78                         |        |        |        | 7      |        |        | Derde Klasse B                            | 31                                        | |
| 1978/79                         |        |        |        | 9      |        |        | Derde Klasse A                            | 28                                        | |
| 1979/80                         |        |        |        | 15     |        |        | Derde Klasse B                            | 21                                        | |
| 1980/81                         |        |        |        |        | 9      |        | Vierde Klasse C                           | 30                                        | |
| 1981/82                         |        |        |        |        | 8      |        | Vierde Klasse B                           | 30                                        | |
| 1982/83                         |        |        |        |        | 13     |        | Vierde Klasse C                           | 24                                        | |
| 1983/84                         |        |        |        |        | 15     |        | Vierde Klasse D                           | 18                                        | |
| 1984/85                         |        |        |        |        |        | ?      | Eerste Prov. Nam.                         | ?                                         | |
| 1985/86                         |        |        |        |        |        | 1      | Eerste Prov. Nam.                         | ?                                         | |
| 1986/87                         |        |        |        |        | 4      |        | Vierde Klasse D                           | 37                                        | |
| 1987/88                         |        |        |        |        | 8      |        | Vierde Klasse D                           | 30                                        | |
| 1988/89                         |        |        |        |        | 1      |        | Vierde Klasse D                           | 44                                        | |
| Als RFC Namur                   |        |        |        |        |        |        |                                           |                                           | |
| 1989/90                         |        |        |        | 7      |        |        | Derde Klasse A                            | 32                                        | |
| 1990/91                         |        |        |        | 14     |        |        | Derde Klasse A                            | 21                                        | |
| 1991/92                         |        |        |        | 10     |        |        | Derde Klasse A                            | 28                                        | |
| 1992/93                         |        |        |        | 4      |        |        | Derde Klasse A                            | 34                                        | |
| 1993/94                         |        |        |        | 9      |        |        | Derde Klasse A                            | 29                                        | |
| 1994/95                         |        |        |        | 13     |        |        | Derde Klasse B                            | 24                                        | |
| 1995/96                         |        |        |        | 15     |        |        | Derde Klasse A                            | 34                                        | |
| Als UR Namur                    |        |        |        |        |        |        |                                           |                                           | |
| 1996/97                         |        |        |        |        | 1      |        | Vierde Klasse D                           | 77                                        | |
| 1997/98                         |        |        |        | 10     |        |        | Derde Klasse A                            | 41                                        | |
| 1998/99                         |        |        |        | 4      |        |        | Derde Klasse B                            | 53                                        | |
| 1999/00                         |        |        |        | 11     |        |        | Derde Klasse B                            | 36                                        | |
| 2000/01                         |        |        |        | 15     |        |        | Derde Klasse B                            | 24                                        | |
| 2001/02                         |        |        |        |        | 5      |        | Vierde Klasse D                           | 52                                        | |
| 2002/03                         |        |        |        |        | 1      |        | Vierde Klasse D                           | 64                                        | |
| 2003/04                         |        |        |        | 8      |        |        | Derde Klasse B                            | 37                                        | |
| 2004/05                         |        |        |        | 14     |        |        | Derde Klasse B                            | 28                                        | |
| 2005/06                         |        |        |        | 6      |        |        | Derde Klasse B                            | 45                                        | |
| 2006/07                         |        |        |        | 2      |        |        | Derde Klasse B                            | 52                                        | Promotie via eindronde door winst tegen Diegem Sport en Cappellen FC                                                                          |
| 2007/08                         |        |        | 17     |        |        |        | Tweede Klasse                             | 41                                        | Winst in eindronde voor behoud door winst tegen KV Turnhout en CS Visé                                                                        |
| 2008/09                         |        |        | 19     |        |        |        | Tweede Klasse                             | 13                                        | |
| 2009/10                         |        |        |        | 12     |        |        | Derde Klasse B                            | 43                                        | |
| 2010/11                         |        |        |        | 18     |        |        | Derde Klasse B                            | 15                                        | |
| 2011/12                         |        |        |        |        | 11     |        | Vierde Klasse D                           | 32                                        | |
| 2012/13                         |        |        |        |        | 2      |        | Vierde Klasse D                           | 57                                        | Verlies in eindronde voor promotie tegen KSK Hasselt                                                                                          |
| 2013/14                         |        |        |        |        | 8      |        | Vierde Klasse D                           | 44                                        | |
| 2014/15                         |        |        |        |        | 10     |        | Vierde Klasse D                           | 38                                        | |
| 2015/16                         |        |        |        |        | 6      |        | Vierde Klasse D                           | 52                                        | Promotie naar Tweede klasse amateurs via eindronde door winst tegen Stade Waremmien en Racing Charleroi                                       |
|                                 | 1A     | 1B     | 1Am    | 2Am    | 3Am    | P.I    |                                           |                                           | Vanaf 2016-17 zijn er 3 nationale en 2 regionale niveaus                                                                                      |
| 2016/17                         |        |        |        | 16     |        |        | Tweede klasse Am. ACFF                    | 16                                        | |
| 2017/18                         |        |        |        |        | 15     |        | Derde klasse Am. ACFF B                   | 10                                        | UR Namur eindigde op een degradatieplaats, maar wegens fusie met Racing FC Fosses bleef men in Derde klasse amateurs                          |
| Als UR Namur Fosses-La-Ville    |        |        |        |        |        |        |                                           |                                           | |
| 2018/19                         |        |        |        |        | 1      |        | Derde klasse Am. ACFF A                   | 60                                        | |
| 2019/20                         |        |        |        | 15     |        |        | Tweede klasse Am. ACFF                    | 21                                        | Competitie stopgezet na speeldag 24 door COVID-19.                                                                                            |
| Als Union Namur                 |        |        |        |        |        |        |                                           |                                           | |
| 2020/21                         |        |        |        |        | -      |        | Derde afdeling ACFF A                     | -                                         | Competitie stopgezet na speeldag 4 door COVID-19.                                                                                             |
| 2021/22                         |        |        |        |        | 1      |        | Derde afdeling ACFF A                     | 65                                        | |
| 2022/23                         |        |        |        | 2      |        |        | Tweede afdeling ACFF                      | 62                                        | |
| Als Union Royale Namur          |        |        |        |        |        |        |                                           |                                           | |
| 2023/24                         |        |        | 15     |        |        |        | Eerste nationale                          | 39                                        | |
| 2024/25                         |        |        | 9      |        |        |        | Eerste nationale ACFF                     | 23                                        | |
| 2025/26                         |        |        |        |        |        |        | Eerste nationale ACFF                     |                                           | |

## Trainers
- 2008-2009  René Hidalgo,  Georges Heylens
- 2009-2010  Georges Heylens,  Dominique Boucher
- 2010-2011  Dominique Boucher,  Etienne Delangre
- 2011-2012  Etienne Delangre,  Jean-François Beguin,  Zoran Bojović
- 2012-2013  Zoran Bojović
- 2013-2014  Pascal Bairamjan
- 2014-2015  Pascal Bairamjan
- 2015-2016  Pascal Bairamjan
- 2016-2017  Pascal Bairamjan
- 2017-2018  Steve Pischedda,  Zoran Bojović
- 2018-2019  Jean-Claude Baudart
- 2019-2020  Zoran Bojović,  David Akinci
- 2020-2021  Zoran Bojović
- 2021-2022  Zoran Bojović,  Jérôme Patris,  Olivier Defresne
- 2022-2023  Olivier Defresne,  Cédric Fauré
- 2023-2024  Cédric Fauré